# Falla de Motagua

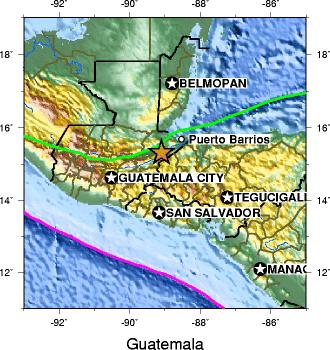
En este mapa de Guatemala, Belice y Chiapas está expresada la Falla Motagua con una raya verde.

La falla de Motagua es una falla transformante en Guatemala y el sureste de México. Está localizada en el sur del estado mexicano de Chiapas, y  sigue el curso lineal del río Motagua desde la costa del mar Caribe hasta Chichicastenango en el departamento El Quiché, cruzando por  Guatemala y Belice. Forma parte del sistema de fallas Motagua-Polochic, y tiene un movimiento de rumbo lateral izquierdo, haciendo parte del sistema de fallas que forman el límite entre la placa Norteamericana y la placa del Caribe. Esta falla divide dos terrenos muy diferentes: el Bloque Maya al norte y el bloque Chortis al sur.
Esta falla representa la separación tectónica de la placa Norteamericana y la placa del Caribe, como Falla de Chixoy-Polochic, cuando se interna dentro del mar Caribe pasa muy cerca de Cuba, Haití, y República Dominicana después se junta en las Antillas Menores y da vuelta al sur para juntarse y hacer la división tectónica de la placa Sudamericana y la placa de Nazca, después da al norte y hace una división de la placa de Cocos para volver a hacer el mismo recorrido. Esta falla da influencias sísmicas sobre Chiapas, Guatemala, Belice y las Antillas Menores, aparte de provocar fenómenos volcánicos, que dan origen a los volcanes de Guatemala, Chiapas y los de las Antillas Menores.

## Historia
Esta falla se formó a lo largo de una zona de sutura hace 70 a 65 millones de años. Antes de esta sutura (desde 120 millones de años, en el Cretácico medio) se piensa que constituía un límite de subducción.

## Cinemática
El desplazamiento de rumbo total a lo largo de la falla de Chixoy-Polochic es cercano a los 130 km (Burkart, 1978), y ha ocurrido en los últimos 10.3 millones de años. Con base en estos valores, esta falla tiene una tasa de desplazamiento (promedio sobre largo periodo) de 13 mm por año.
Poco se conoce sobre el desplazamiento de la falla de Motagua, sin embargo, el desplazamiento de depósitos sedimentarios recientes sugiere un desplazamiento entre 6 y 10 mm por año.

## Terremotos
Varios terremotos han sido producidos en esta falla, siendo uno de los más conocidos el sismo de Guatemala del 4 de febrero de 1976. Este terremoto rompió 320 km a lo largo de la falla de Motagua. La falla de Chixoy-Polochic fue rota durante un fuerte sismo en 1816 (White,1985).